# Guitar Hero: Greatest Hits
Guitar Hero: Greatest Hits (Guitar Hero: Smash Hits) è un videogioco ritmico sviluppato da Beenox, pubblicato per PlayStation 2, PlayStation 3, Wii e Xbox 360 il 26 giugno 2009. L'elenco di tracce comprende esclusivamente brani tratti dai primi tre capitoli della serie Guitar Hero.

## Colonna sonora
L'elenco di tracce comprende quarantotto brani prese dai primi 3 capitoli della serie: Guitar Hero, Guitar Hero II, Guitar Hero III; a differenza dei titoli originali è possibile eseguire i brani con gli strumenti, voce e batteria.
Canzoni prese da Guitar Hero:
- Bark at the Moon – Ozzy Osbourne
- Cowboys from Hell – Pantera
- Godzilla – Blue Öyster Cult
- Hey You – The Exies
- I Love Rock 'n' Roll – Joan Jett & the Blackhearts
- Killer Queen – Queen
- More Than a Feeling – Boston
- No One Knows – Queens of the Stone Age
- Take Me Out – Franz Ferdinand
- Smoke on the Water – Deep Purple
- Stellar – Incubus
- Take It Off – The Donnas
- Thunder Kiss '65 – White Zombie
- Unsung (Live) – Helmet

Canzoni prese da Guitar Hero II:
- Beast and the Harlot – Avenged Sevenfold
- Carry On Wayward Son – Kansas
- Cherry Pie – Warrant
- Free Bird – Lynyrd Skynyrd
- Freya – The Sword
- Heart-Shaped Box – Nirvana
- Killing in the Name – Rage Against the Machine
- Laid to Rest – Lamb of God
- Mother – Danzig
- Message in a Bottle – The Police
- Monkey Wrench – Foo Fighters
- Psychobilly Freakout – The Reverend Horton Heat
- Shout at the Devil – Mötley Crüe
- Stop! – Jane's Addiction
- The Trooper – Iron Maiden
- Them Bones – Alice in Chains
- Trippin' on a Hole in a Paper Heart – Stone Temple Pilots
- Woman – Wolfmother
- YYZ – Rush

Canzoni prese da Guitar Hero: Rocks the 80s:
- Caught in a Mosh – Anthrax
- Electric Eye – Judas Priest
- Play With Me – Extreme
- I Wanna Rock – Twisted Sister
- Nothin' But a Good Time – Poison
- Round and Round – Ratt

Canzoni prese da Guitar Hero III: Legends of Rock:
- Barracuda – Heart
- Cult of Personality – Living Colour
- Hit Me with Your Best Shot – Pat Benatar
- Lay Down – Priestess
- Miss Murder – AFI
- Raining Blood – Slayer
- Rock and Roll All Nite – Kiss
- Through the Fire and Flames – DragonForce

Canzoni prese da Guitar Hero: Aerosmith:
- Back in the Saddle – Aerosmith